# Mountsorrel
Mountsorrel är en ort och civil parish i Storbritannien.   Den ligger i grevskapet Leicestershire och riksdelen England, i den södra delen av landet, 150 km nordväst om huvudstaden London. Mountsorrel ligger 72 meter över havet och antalet invånare är 11 558.
Terrängen runt Mountsorrel är platt. Runt Mountsorrel är det mycket tätbefolkat, med 3 895 invånare per kvadratkilometer. Närmaste större samhälle är Leicester, 8,8 km söder om Mountsorrel. Trakten runt Mountsorrel består till största delen av jordbruksmark.